# 한국출판협동조합
한국출판협동조합(韓國出版協同組合)은 출판사업의 건전한 발전과 조합원 상호간의 복리증진 도모하기 위하여 1958년 창립하여 1962년 5월 29일 중소기업협동조합법시행령에 따라 설립된 문화체육관광부 소관의 특수법인이다. 800여개의 출판사가 조합원으로 가입하여 전국500여개의 서점과 조합을 통해 출판물을 유통하고 있다.

## 연혁
- 1958 창립(조합원 46사, 사단법인 / 종로구 인사동 소재)출판물 공동판매 사업개시
- 1962 사옥이전 (서울시 종로구 신문로)
- 1962 문교부로부터 중소기업협동조합 인가를 받음
- 1966 '출판물협동공급윤리강령'채택
- 1970 우량아동도서목록 발간
- 1975 중소기업협동조합중앙회 총회 우수조합 표창 수상
- 1977 '상공의 날'기념식에서 국무총리 표창 수상
- 1980 사옥이전 (서울시 마포구 신수동)
- 1981 일본 도서 유통구조 시찰
- 1982 미국 출판계 연수
- 1983 '83 전국도서시장' KBS와 2년간 공동개최
- 1985 중소기업협동조합중앙회 총회 상공부장관 우수단체 표창
- 1991 일원화 공급제도 도입. 시행
- 1992 출판공로 대통령 표창 수상
- 1993 네덜란드 센트럴북하우스 초청간담회 개최
- 1994 '서점학교'개설
- 1998 우리민족 서로돕기운동 본부와 '북한 책 보내기 운동'개최
- 2001 제13회 중소기업인대회 우수지원단체부문 대통령표창 수상
- 2001 책의학교 개설
- 2001 한국출판물류주식회사 인수
- 2001 파주 물류센터 기공식
- 2002 프랑크푸르트 국제도서전 참관 및 유럽 물류시설 견학
- 2003 파주 물류센터 건축공사 준공
- 2004 한.독 출판유통 및 마케팅세미나 개최
- 2005 열린사이버대학교와 산학협력협약체결
- 2005 한국서점조합연합회와 업무협력협약체결
- 2006 조합정보화 업그레이드 사업(중소기업청 지원)
- 2007 중소기업청 지원[혁신과제컨설팅]사업 지원업체 선정
- 2007 중소기업진흥공단 협동화사업실천계획 승인(39.4억 지원)
- 2007 파주 탄현면 오금리 2,800평 창고 증축공사
- 2008 파주 창고 증축(2,852평)준공
- 2008 청렴계약제 시행
- 2008 서울도시철도공사와 '5678행복문고' 협약체결(영등포구청역, 태릉입구역, 온수역, 석계역, 왕십리역 개점)
- 2008 파주 창고 내부 렉설비(적층렉, 하이렉 등)준공
- 2009 한국산업안전보건공단, 유해작업환경개선 재정지원 결정
- 2009 마포 물류유통사업부분 파주 물류센터로 이전
- 2009 ~ 2013 한국출판물류(주) 오프라인 EBS교재 보관배송계약
- 2005 ~ 2009 한국문화예술위원회 우수문학도서 배포대행
- 2002 ~ 2009 문화체육관광부 우수학술(교양)도서 접수 및 배포대행
- 2010 서울국제도서전 문화체육관광부 지원일환 주문형(POD)출판사업 홍보
- 2010 도서관서비스향상을 위한 MARC신규솔루션 구축
- 2010 RFID 시범사업 '5678행복문고' 2개점 설치
- 2010 독일 베를린도서관 한국어자료 MARC화 작업
- 2011 POD서비스(주문형출판,PODNARA.COM)시작
- 2011 한국산업인력공단 '학습조직화사업'선정
- 2011'한국산업진흥협회'소속 조합부설'디지털콘텐츠개발연구소'신설
- 2011 신구대 미디어콘텐츠학과 산학 MOU체결
- 2011 파주문산여고 출판미디어학과 산학 MOU체결
- 2011 서울 디지털미디어시티(DMC)부지 우선협상대상자 선정
- 2011 중소기업중앙회 협동조합 '특화사업'부문 수상
- 2011 ~ 2012국제도서전참관(독일,일본,중국) 및 글로벌마켓플레이스 모색
- 2013 중기청, 업종별 협업솔루션 IT지원대상 업체로 본 조합 선정
- 2013 인적자원개발 우수기관 인증(고용노동부,교육부,산업통상자원부,중소기업청)

## 주요 사업
- 생산, 가공, 수주, 구매, 보관, 운송 등 공동사업
- 조합원간의 사업조성에 관한 기획 및 조정
- 조합원의 생산품의 규격통일, 공동검사, 시험연구

### 도서유통사업
한국출판협동조합에서는 공동보관, 공동배송 및 영업활동을 출판조합에 일임하는 일원화 공급사업을 통해 날로 심화되고 있는 창고난, 배송난, 인력난등으로부터 회원사들을 보호하고 있으며, 회원사가 발행하는 모든 도서를 우리 조합만을 통해 전국의 거래서점에 공급하고 있다. 일원화 공급사업을 통해 회원사들은 출판기획에만 전념하게 되므로 양질의 도서를 독자들에게 공급하고 이를 통해 좀 더 나은 수익창출을 달성하는데 힘이 되고 있다. 이뿐아니라, 일반공급사업을 통해 회원사의 출판물을 직거래 서점 외의 전국 조합 거래서점에 공급하고 있다.
또한 2008년도 서울도시철도공사와 MOU를 체결하고 지하철5,6,7,8호선에 현재 영등포구청, 태릉입구,왕십리, 석계, 온수,청구, 삼각지,약수,종로3가, 연신내점 등 현재 행복문고 10개점을 오픈 운영하고 있다.
향후 20여개로 확대 오픈할 계획.

### 도서납품사업
문화체육관광부에서 발주하는 우수학술도서 공급사업을 7년연속하여 일괄 수주한 경험을 토대로 전국의 국.공립대학 도서관, 학교, 관공서, 기업체, 연구소등에서 필요로 하는 도서를 신속하고 정확하게 납품 할 뿐만 아니라, 관공서나 일반기업체에서 부정기적으로 구입하는 도서에 대한 정보제공 및 도서 구입에 대한 상담으로 필요로 하는 도서를 선정하여 구입할 수 있게 도와드리고 있다.
특히, 도서관의 수서업무를 돕기위해 매일 신간목록을 조합 홈페이지에 게재하여 신간안내서비스를 시행하고 있으며, 고품질의 MARC DATA를 구축하여 전국의 도서관에 공급함으로써 주문목록에 대한 집책을 통해 95%이상의 납품률을 유지하고 있다.

### 여신사업
출자에 의해 조성한 출자금과 차입금을 재원으로 우수도서 출판에 필요한 자금을 조합원에게 지원함으로써 출판문화산업의 기반 구축을 위해 조합원을 대상으로  여신사업을 하고 있다.

### 공동구매사업
출판사의 원가절감을 위해 용지등을 공동구입. 출판사에 저렴한 가격에 공급하는 공동구매사업과 신간도서와 주간 및 월간 베스트셀러를 안내하는 홍보사업등을 하고 있다.

## 자회사

### 한국출판물류주식회사
2001년 10월 파주시 적성면에 대지면적 약 16000평 건축연면적 약 6000평의 부지를 확보하고 보관창고 및 배송센터를 담당하는 자회사 한국출판물류주식회사를 설립 운영하며, 출판사들의 도서를 위탁관리하고 있다.
도서5000만부를 보관가능하여, 서울 및 수도권 일원은 당일 내에, 지방은 익일 배송이 가능하다.
현재 조직체계는 4부(총무부,관리부,영업부,배송부)체제로 운영되고 있으며, 대표이사는 조합의 이사장이 겸임하고 있다.

## 조직구조
2022년 10월 현재 조합원의 수는 일원화 75개사 포함 800여개사, 비조합원사 950여개사 총 회원사1,730여개사, 특약서점은 약 270여개소이다.
본부는 서울 마포구 신수동에 있으며, 현재 물류유통사업부분이 파주 물류센터로 이전한 상태. 기구는 이사장1명, 이사7명, 감사2명의 임원진과 직원40여명이며, 조직구성은 2본부8팀 체제로 구성되어 있다. 또한 이사회 안에 5개의 분과위원회-1개의 소위원회(경영합리화분과위원회, 부동산관리시설 분과위원회, 유통혁신 분과위원회, 여신사업 분과위원회, 일원화공급강화 소위원회, 디지털 분과위원회)를 두어 한국출판협동조합의 윤리적인 경영을 돕는다. 
이사장은 총회에서 조합원 중 선출하며, 임기는 4년으로 한다. 현재 이사장은 피앤씨미디어 박노일 대표이사이며, 전무이사는 중소기업협동조합법 시행령 제11조의 2에서 정하는 자격을 가진 자로써, 이사회의 추천을 받은 자 중에서 이사장이 임명하되, 조합원이 아닌 자 중에서 임명한다.